# Heiligenblut am Großglockner
Heiligenblut am Großglockner é um município da Áustria localizado no distrito de Spittal an der Drau, no estado de Caríntia.